# Феттельшос
Феттельшос (нем. Vettelschoß) — община в Германии, в земле Рейнланд-Пфальц. 
Входит в состав района Нойвид. Подчиняется управлению Линц ам Райн.  Население составляет 3300 человек (на 31 декабря 2010 года). Занимает площадь 6,91 км².
Коммуна подразделяется на 4 сельских округа.